# IC 2888
IC 2888 је двојна звијезда у сазвјежђу Лав која се налази на листи објеката дубоког неба у Индекс каталогу.
Деклинација објекта је + 9° 54' 32" а ректасцензија 11h 30m 35,0s.